# August Kind

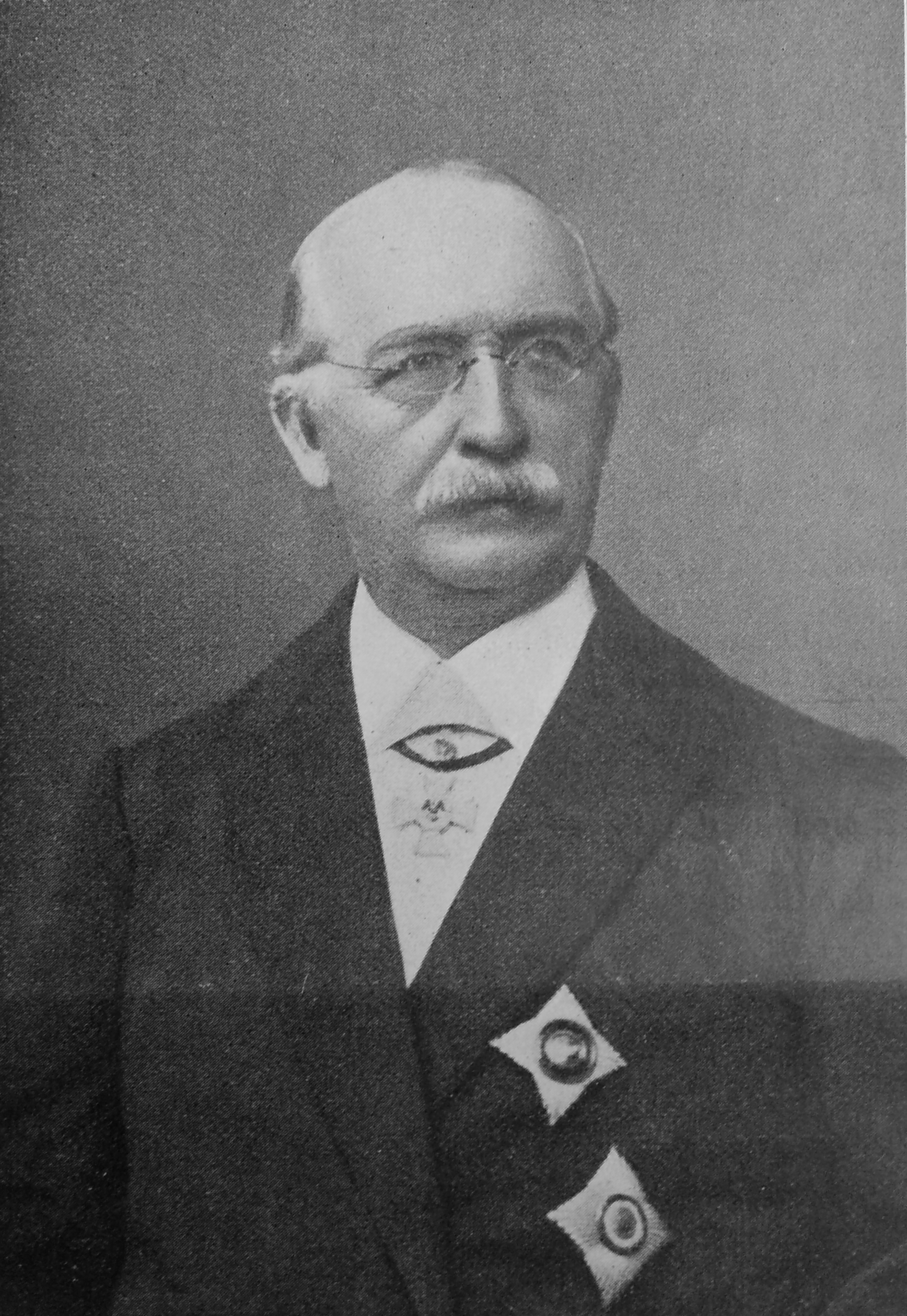
August Kind um 1885

August Wilhelm Kind (* 27. August 1824 in Wiehl, Bergisches Land; † 30. Dezember 1904 in Berlin) war ein deutscher Architekt und Baubeamter. Er war als Chef der Bauverwaltung der Reichspost unter Leitung von Heinrich von Stephan zwischen 1875 und 1889 an fast allen Postbauten im Deutschen Reich beteiligt.

## Leben

### Herkunft
August Kind war der Sohn des ersten Hauptlehrers in Wiehl. Sein Vater Johann Wilhelm Kind (1792–1840) war zunächst Küster und Organist, bevor er eine Anstellung als Lehrer bekam. Er war mit der Tochter des örtlichen Pastors, Johanna Charlotte Schnabel (1793–1871), verheiratet. Insgesamt sechs Kinder des Paares starben bei oder kurz nach der Geburt.
Neben August Kind verblieb nur seine 1822 geborene Schwester Emilie, die einen Lehrer in der Nachbarschaft heiratete. Die Geschwister wurden zunächst beim Vater privat und dann in der Ortsschule unterrichtet. Nach dem frühen Tod des Vaters 1840 wurde der Druck für den Jugendlichen größer, schnell eine eigene berufliche Grundlage zu finden. Das Abitur legte er vermutlich in Gummersbach um 1842/43 ab und wählte als Berufsziel die Architektur.

### Ausbildung
Danach begann er die obligate Lehre als Feldmesser, die er mit einer entsprechenden Prüfung in Arnsberg beendete. Als Geometer fand er im September 1846 seine erste Anstellung bei der Köln-Mindener Eisenbahn-Gesellschaft, wo er im Eisenbahnbüro Beschäftigung bei der Streckenplanung fand. Insbesondere betätigte er sich auch am Bahnhof Porta Westfalica (1847–1953).
Dann folgte die „Erledigung seiner bautechnischen Studien“ an der Berliner Bauakademie. Dort legte er 1849 nach zweijährigem Studium die Bauführer-Prüfung ab und begann ein Referendariat. Als junger Bauführer konnte er in der Kreisverwaltung zu Waldbröl im heimatlichen Bergischen Land unter der Leitung des dortigen Kreisbaumeisters Binger erste praktische Erfahrungen beim Straßenbau sammeln.
In dieser Zeit wurde August Kind ordentliches Mitglied des Naturhistorischen Vereins der preußischen Rheinlande und Westfalens. Einer der Schwerpunkte der Vereinsarbeit war die Erforschung der geologischen Verhältnisse in der Region, was mit dem sich hier rasant entwickelnden Bergbau zusammenhing. Konkret nahm Kind Vermessungen im Gebiet der Sieg vor. Er lieferte damit Korrekturen für die „Allgemeine Uebersicht der hypsometrischen Verhältnisse im Regierungs-Bezirk Düsseldorf in orographischer und hydrographischer Anordnung“, die Teil der „Höhenmessungen der Rheinprovinz“ des bekannten Geologen Heinrich von Dechen waren.
Außerdem betätigte er sich im Straßenbau zwischen Waldbröl und Gummersbach sowie im Wasserbau am Rhein.
Zu Ostern 1851 nahm er den zweiten Teil seiner Studien an der Berliner Bauakademie auf. Dort studierte er unter den zwei bedeutenden Lehrern Karl Bötticher und Wilhelm Stier Bautechnik und Baukunst. Stier lehrte, dass „nicht einseitige Abgeschlossenheit, sondern offenes Auge für alle echten Kunstwerke aller Zeiten den wahren Künstler“ zeige. Damit wird deutlich, dass Architektur als Einheit von Technik und Ästhetik verstanden und gelehrt wurde. 1853 legte August Kind die Baumeister-Prüfung für Wasser-, Wege- und Eisenbahnbau (heute für Tief- und Ingenieurbau) ab. Mit dieser Prüfung hatte er die Voraussetzung für ein Assessorat als Einstieg in die höhere Bauverwaltungslaufbahn, konnte aber auch als Privatbaumeister arbeiten.

### Baumeister zu Wesel
Zunächst arbeitete August Kind als Privatbaumeister in der Stadt Wesel. Möglicherweise ging er nach Wesel, weil seine künftige Ehefrau dort geboren war. Seine Arbeiten in und um Wesel konzentrierten sich auf den Eisenbahnbau, der in der gesamten Region florierte.

### Kreisbaumeister zu Essen
Im Jahre 1856 wurde August Kind 32-jährig zum Kreisbaumeister in Essen berufen. Damit wurde er zum Chef der Bauverwaltung des gerade neu gegründeten Landkreises Essen. Er hatte damit die Verantwortung für das gesamte öffentliche Bauwesen – Straßen-, Eisenbahn- und Wasserbau – in seinem Kreisgebiet.
Die Berufung zum Kreisbaumeister in Essen 1856 gab ihm auch die finanzielle Sicherheit eine Familie zu gründen. Am 3. September 1856 heiratete August Kind als aufstrebender Baubeamter die Tochter des Rechnungsrats Alexander von Borkowsky aus Wesel. Diese Familie entstammt altem polnisch-masurischem Uradel, der nach der Einverleibung Polens Ende des 18. Jahrhunderts in den preußischen Militär- bzw. Staatsdienst übertrat. Kinds junge Ehefrau Caroline Friederike Henriette von Borkowsky wurde 1836 in Wesel geboren. Seine Schwiegermutter war die Tochter eines wohlhabenden Kaufmanns aus Dorsten, der sich in Wesel angesiedelt hatte.
1856 wurde August Kind dann gemeinsam mit Maximilian Nohl aus Iserlohn, den er vermutlich vom Studium in Berlin kannte und mit dem er bald zusammenarbeiten sollte, externes Mitglied des Architekten-Vereins zu Berlin, der zu dieser Zeit der bedeutendste Fachverein für Bauleute in Preußen war.
Um diese Zeit wird August Kind auch als Freimaurer – wie wohl viele im Bauwesen Beschäftigte – in der Loge „Alfred zur Linde“ in Essen ausgewiesen. Auch sein Schwiegervater Alexander von Borkowsky und dessen Schwiegervater, Theodor Timmermann, waren Freimaurer, beide in der Loge „Zum goldenen Schwert“ zu Wesel.
Bereits 1858 rundete August Kind mit der Baumeisterprüfung für den allgemeinen „Landbau“, also den heutigen Hochbau, an der Berliner Bauakademie seine Ausbildung ab, womit er die volle Verwendungsbreite in der preußischen Bauverwaltung erwarb. Er war nunmehr zuständig rund um Essen für sämtliche Landbauten, die Wasserbauten sowie die Untersuchungen der gewerblichen Anlagen, die Projektierung, Veranschlagung und Leitung der in diesem Geschäftsbezirke vorkommenden Chaussee-Neubauten, die Unterhaltung der Staatsstraßen zusammen etwa 13 Meilen und eine Meile Bezirksstraße (zusammen etwa 25 km). Dazu kam noch die Beaufsichtigung der noch zu bauenden Communal-, Prämien- und Aktien-Straßen. Schließlich war der Kreisbaumeister Kind zugleich Organ der Königlichen Regierung in allen ihm von Oberaufsichtswegen zu erteilenden Aufträgen, so wie endlich Mitglied der Prüfungs-Commission für Bauhandwerker in Essen.
In der Dekade zwischen 1858 und 1868 war August Kind an den verschiedensten Baumaßnahmen vor allem in Borbeck, Oberhausen und Essen persönlich oder aufsichtlich beteiligt. Daneben beteiligte er sich auch am Austausch mit der Fachkollegenschaft. So nahm er Anfang September 1862 an der XIII. Versammlung der Architekten und Ingenieure Deutschlands in Hannover teil, die sich allen aktuellen Fragen des Bauwesens widmete.

### Bürgermeisterei Borbeck
Vor den Toren von Essen lag die Bürgermeisterei Borbeck, bestehend aus den Ortschaften Borbeck, Bedingrade, Bochold, Dellwig, Frintrop, Gerschede und Schönebeck. Diese Gemeinde war um die Mitte des 19. Jahrhunderts durch Bergbau und Eisenverarbeitung eine der am schnellsten wachsenden Gemeinden Preußens. Damit ging auch ein umfangreiches Baugeschehen einher. Mit August Kind war in Borbeck insbesondere das Baugeschehen der katholischen St.-Dionysius-Gemeinde verbunden.

#### Pfarrhaus der St.-Dionysius-Gemeinde
Anfang 1858 legte er auftragsgemäß die Planung und den Kostenvoranschlag für den Neubau des Pfarrhauses vor. Mit dieser Baumaßnahme sollte Baufreiheit für die neue Pfarrkirche geschaffen werden, die im Ortszentrum von Borbeck neu errichtet werden sollte. 1860 begannen die Baumaßnahmen, die Voranschläge wurden noch einmal überarbeitet, und im Oktober 1862 konnte Kreisbaumeister Kind gegenüber der Gemeinde mit einem leichten Plus abrechnen.

#### Schulhaus der St.-Dionysius-Gemeinde
Aufgrund des starken Anstiegs der Bevölkerung wurden auch allerorten mehr Schulräumlichkeiten benötigt. Insofern musste auch in Borbeck das Schulgebäude neu erbaut werden. 1859 erhielt Kind den Auftrag, und ein Jahr später wurden seine Entwürfe dem Bürgermeister vorgelegt, um einen kommunalen Zuschuss zu erhalten. Nach Zustimmung der Gemeinde Borbeck und der Ausschreibung durch den Kreisbaumeister wurde das Schulhaus 1862 durch örtliche Bauunternehmer errichtet.

#### Pfarrkirche St. Dionysius
1860 hatte der Regierungs- und Baurat Krüger von der Bezirksregierung Düsseldorf den Baumeister Maximilian Nohl beauftragt, zum Neubau der katholischen Kirche in Borbeck die nötigen Zeichnungen, Berechnungen und Voranschläge zu erstellen. Der Kirchenneubau in Borbeck war zwingende Notwendigkeit, denn zwischen 1830 und 1860 hatte sich die Einwohnerzahl in Borbeck von 2.500 auf nunmehr etwa 18.000 erhöht. Borbeck hatte mehr Einwohner als das benachbarte Essen. Auf Grundlage des existierenden Entwurfs von Vincenz Statz aus dem Jahre 1854 sollte Nohl eine endgültige Fassung erarbeiten. Dennoch kam Nohl nicht mehr zum Zuge, da er das Projekt zunächst unterbrechen musste. Wegen unterschiedlicher Auffassungen zu Baurat Krüger, der eher sparsam bauen wollte, entwickelte sich das Bauprojekt Borbeck zu einem konfliktreichen Prozess. Schließlich wurde Nohl aus dem Borbecker Projekt entlassen. Baurat Krüger beauftragte den Baumeister Clemens Guinbert, unter der Aufsicht von August Kind das Bauprojekt auszuführen. Unter August Kind wurden einige Kosteneinsparungen in die Planung aufgenommen. Der Grundstein wurde 1862 gelegt und Ende 1863 erfolgte die Segnung und im Sommer darauf die Fertigstellung.

#### Umbau der Sakristei St. Dionysius
In den nachfolgenden Jahren wurde der Bau vervollständigt. Die Kirchweihe erfolgte 1867 durch den Kölner Erzbischof Paulus Melchers. Im April 1868 hatte Kind dann noch einmal hinsichtlich der alten Sakristei umgeplant. Es sollte die Grundfläche überbaut und zudem noch ein Obergeschoss für „eine Loge für die freiherrliche Familie“ von Fürstenberg aufgesetzt werden. Die Kirche wurde im Zweiten Weltkrieg schwer beschädigt und erst 1951 wiederaufgebaut.

### Oberhausen

#### Postamt Oberhausen
Im Jahre 1858 entwarf Kreisbaumeister Kind das Postgebäude für die rasch wachsende Ortschaft Oberhausen. Das heute nicht mehr vorhandene Gebäude galt als „imposantes Post- und Telegraphenamt im neugotischen Tudorschloßstil“. Ähnlich wie das Schulhaus zu Borbeck wurde das Postgebäude mit Streifen von hellgelben Ziegeln in der Fassade ausgeführt.
1862 wurde die Bürgermeisterei Oberhausen unter anderem aus den bisher zu Borbeck gehörigen Ortsteilen Lippern und Lirich gebildet. Zu dieser Zeit hatte die neue Gemeinde knapp 5.600 Einwohner. Bis 1867 erhöhte sich die Einwohnerzahl auf 9.240.

#### Schulhaus in Lippern
Genauso wie in Borbeck bedurfte auch die Gemeinde „zur Abhülfe des Mangels an Unterrichts-Räumen in Lippern“ eines neuen Schulhauses. Dabei handelte es sich um den Bau „einer dreiklassigen Schule für die Bewohner der Lipperheide“, die später einen Teil der entstehenden Stadt Oberhausen bildete. August Kind übernahm als zuständiger Kreisbaumeister die Planung und die Überwachung des Baus. Nach der Fertigstellung des Entwurfs und der Ausschreibung („Verding“ = Verdingung) wurde die Schule 1860 eröffnet.

#### Christuskirche zu Oberhausen
Im Jahr 1863 hatte August Kind auch die Fortführung des Neubaus der Evangelischen Christuskirche in Oberhausen zu betreuen. Der ursprünglich verantwortliche Architekt und Bauleiter für Oberhausen war wiederum Maximilian Nohl, doch er starb kurz nach der Grundsteinlegung 1863, so dass Kreisbaumeister Kind das Projekt zu Ende führen musste. Ihm wird dabei vor allem der fünfseitige Polygonalchor an der Ostseite der Kirche als eigene Arbeit zugeschrieben. Aufgrund eines Vetos aus Berlin (wohl von Friedrich August Stüler) wurden die Pläne geändert, womit sich vermutlich die stilistischen Brüche des Baues erklären lassen. Dennoch hatte diese Kirche eine bauliche Besonderheit, denn ihre Deckenkonstruktion bestand aus Gusseisen. Am 4. August 1864 wurde die Kirche für die neue Kirchgemeinde geweiht.

#### Parzellierung der Heide in Oberhausen
1863 wurde von der angehenden Stadtgemeinde Oberhausen der Beschluss gefasst, die in Gemeineigentum befindlichen Heidelandschaften zu parzellieren. Dazu wurde der Geometer Fuchs beauftragt, die nötigen Vermessungen vorzunehmen. 1865 schließlich bekam August Kind als Kreisbaumeister und wegen seiner nachgewiesenen Befähigung zu Planungsarbeiten den Auftrag, die Parzellierungen umzusetzen. Vorgesehen war ein schachbrettförmiges Netz von 114 Wegen mit 347 quadratischen oder rechteckigen Baublöcken von durchschnittlich zwei bis drei Morgen Größe. Durch den Kind'schen Rasterplan von 1865 erhielt die junge Stadt eine größere Anzahl von heute noch existenten Alleen und Straßenzügen.

### Essen

#### Bebauungsplan
Um 1860 begann August Kind gemeinsam mit Stadtbaumeister Carl Wilhelm Theodor Freyse die Vermessungen in der Stadt Essen, um einen Bebauungsplan zu erarbeiten, der dem Ansturm infolge der wirtschaftlichen Konjunktur für die nächsten Jahrzehnte standhalten sollte.

„Durch Allerhöchsten Erlaß vom 28. März 1863 wurde der vom Kreisbaumeister Kind mit Stadtbaumeister Freyse bearbeitete Bebauungsplan der inneren Stadt festgesetzt und gleichzeitig der Stadt zur Auslegung einiger neuer Straßen sowie zur Beseitigung verschiedener Verkehrshindernisse das Enteignungsrecht verliehen.“

Das heißt, dass die baulichen Veränderungen der Stadt Essen sowie die Baumaßnahmen der weltbekannten Krupp`schen Gussstahlfabrik letztlich auch auf die Planungen von August Kind zurückgehen.

#### Kreisgericht mit Gefängnis
Sehr intensiv hatte sich August Kind mit dem Projekt des Kreisgerichts in Essen beschäftigt. In einem Gutachten vom 26. Februar 1857 wies der Kreisbaumeister auf die dringende Notwendigkeit eines Gerichtsneubaues hin, da das bislang als Gericht genutzte alte Abteigebäude baufällig war. Diese Notwendigkeit wurde auch in Düsseldorf gesehen, so dass die Baumittel freigegeben wurden. Den Bauhergang erläuterte Kind später selbst in der Zeitschrift für Bauwesen. Die Größe für das Gerichtsgebäude („Geschäftshaus“) richtete sich nach den etatmäßigen 15 Richterstellen, während das Gefängnis für 67 Delinquenten ausgerichtet war und einen Krankentrakt für neun Personen besaß.

#### Erweiterung des Schwurgerichtsgebäudes
Aufgrund der rasanten Vergrößerung der Bevölkerung in der Region ergab sich bald die Notwendigkeit, auch das Schwurgericht zu vergrößern. „Der bezügliche Entwurf, welcher eine gleichzeitige Vergrösserung des Gefangenenhauses umfasste, ist im Jahre 1866 genehmigt worden und steht jetzt vor der Vollendung seiner Verwirklichung. Die Übergabe wird im Monat August“ 1867 erfolgen. Der Kind`sche Bericht aus der Zeitschrift für Bauwesen wurde dann auch in der Deutschen Bauzeitung erörtert, wobei die aus der unzusammenhängenden Planung und Ausführung zwischen Kreisgericht und Schwurgericht sich ergebenden Brüche kritisiert wurden. Hinsichtlich der Baukosten führt Kind eine Gesamtsumme von knapp 92.000 Talern an, von denen etwa 40.000 Taler auf das Verwaltungsgebäude entfielen.

#### Baugeschehen und Bodensenkungen
Im Jahr 1870 hatte der Essener Stadtbaumeister Hermann Schülke einen ausführlichen Bericht zur Bauentwicklung der Stadt gegeben. Die Einwohnerzahl in Essen stieg von 1856 – dem Dienstbeginn von August Kind – mit 12.900 Einwohnern auf fast 40.700 Einwohner am Ende seines dortigen Wirkens. Damit verdreifachte sich die Einwohnerzahl der Stadt Essen durch Zuzug und Eingemeindungen. Durch diese Entwicklung verteuerten sich die Grundstückspreise von 10 Talern pro Morgen auf 40 Taler je Quadratrute, d. h. auf das Sechsfache. Nunmehr hatte die Stadt circa 3.000 Wohnhäuser und fast 600 Fabrikgebäude. Dazu kamen sieben Kirchen, Kapellen bzw. Bethäuser und 16 Schulen, drei Klöster sowie acht Armen- und Versorgungsanstalten. Größere Probleme bei der Stadtentwicklung traten durch die dramatischen Bodensenkungen von 1866/1867 auf. In diesem Zusammenhang wurden auch die zuständigen Baubehörden – Stadtbaumeister Spieker und Kreisbaumeister Kind – wegen schwerer Risse an Häusern und Straßen heftig kritisiert. Bei der Ursachenforschung konnten Baumängel bzw. Baugrundprobleme ausgeschlossen werden. Deshalb wurde Wasserentzug durch die tieferliegenden Bergwerksstollen als Ursache vermutet. Da sich die Probleme nicht fortsetzten, konnte später weiter gebaut werden.

### Weitere Maßnahmen im Landkreis
1864 wurde August Kind zeitgleich mit seinem Kollegen Josef Laur in Lennep zum Bauinspektor befördert. Damit verbunden war eine Gehaltserhöhung um etwa 200 bis 300 Taler und die Anhebung der verschiedenen Aufwandsentschädigungen.
Als Bauinspektor hatte August Kind nicht nur mit Landbau-Maßnahmen zu tun. In gleicher Weise hatten sie nach § 17 des Regulativs vom 23. August 1857 auch die technische Abnahme von Dampfkesseln, die nicht für den Bergwerksbetrieb gedacht waren, zu realisieren. Kind hatte dabei den Bereich „im Kreise Duisberg nördlich der Ruhr“ zu beaufsichtigen. Im Oktober 1866 bestätigte er beispielsweise dem Bürgermeister zu Borbeck die neue Betriebserlaubnis für den großen Wassertank am Bahnhof Berge bei Borbeck und übersandte „das bezügliche Revisions- und Annahme- sammt Druckprobe-Attest zur gefälligen weiteren Veranlassung ergebenst“ und bat um Auszahlung der Gebühren nach dem genannten Regulativ.

#### Verbindungsbahn der Zeche Wolfsbank
Im Herbst 1866 hatte August Kind die Aufgabe, die „für die Abfuhr der Kohlen der Zeche Wolfsbank wichtige Verbindung des alten Schachtes mit der Essen-Osterather Bahn“ hinsichtlich einer Betriebserlaubnis abzunehmen. Es „erfolgte die formelle Abnahme der Locomotiv-Zweigbahn, welche unter Benutzung der bisherigen Pferdebahn mit einer spitzen Curve, unweit des Güterbahnhofs Heissen, an die Rheinische Bahn anschließt.“ Im September fand dann eine Einweihungsveranstaltung mit den Vertretern der Industrie, der Eisenbahn und der Bauverwaltung statt.

#### Promemoria zum Wegebau nach Bottrop
1867 trat August Kind mit einer Denkschrift an die Öffentlichkeit, um zu erreichen, dass zwischen Bottrop, Essen und Mülheim an der Ruhr eine feste Straßenverbindung hergestellt würde. Über die Wegeverhältnisse in diesem Gebiet heißt es in einer Zusammenstellung der Handelskammer: „Die Wege in der Bürgermeisterei Borbeck sind, mit Ausnahme des Communalweges nach Essen, bei schlechtem Wetter unfahrbar. Überhaupt dürften namentlich die Gemeinden des Bezirks durch die k[önigliche]. Regierung zur Instandhaltung der durchgängig sehr vernachlässigten Communalwege mehr anzuhalten sein.“

### Baubeamter bei der Regierung Marienwerder
1868 wurde August Kind zum Oberbauinspektor befördert und „mit der Tätigkeit des Regierungs- und Baurats an die Regierung Marienwerder“ berufen.
In der Bauverwaltung des Regierungsbezirkes zu Marienwerder wurde August Kind in Nachfolge des Landbaurats Henke zum neuen Stellvertreter des Geheimen Regierungsrates Gottlieb Schmid berufen. Während sich Schmid vorrangig dem Wasserbau widmete und sich als Vater der Weichselstromregulierung einen Namen machte, hatte sich Kind dem allgemeinen Straßen- und auch dem Hochbau zugewandt. Ihm unterstanden sieben Kreisbaumeister in den jeweiligen Kreissitzen und weitere Unterbeamte.
Die Stadt Marienwerder hatte zu dieser Zeit etwa 7.500 Einwohner und der Kreis ca. 67.000 Einwohner. Im gesamten Regierungsbezirk lebten fast eine Dreiviertelmillion Menschen.

### Oberberg- und Baurat im preußischen Ministerium der öffentlichen Arbeiten
Anfang 1870 wurde August Kind durch den preußischen König vom Oberbauinspektor zum „Ober-Berg- und Bau-Rath“ befördert und an das Ministerium für Handel, Gewerbe und öffentliche Arbeiten berufen. Das Ministerium gab dazu bekannt: „Dem Ober-Berg- und Bau-Rath Kind ist die etatsmäßige Stelle im Ressort der Bergwerks-, Hütten- und Salinen-Abtheilung des Handels-Ministeriums verliehen worden.“.
1872 veröffentlichte August Kind einen Artikel mit „Erläuterungen der Entwürfe zu Wohnungen für Bergarbeiter“. Hier erwies sich seine anerkannte Befähigung, Grundrissentwürfe in großer funktionaler und ästhetischer Qualität herzustellen. Zum Anlass dieser Arbeit schrieb er selbst:

„Mit der Steigerung des Betriebsumfanges der fiscalischen Industrie-Werke, welche der Königlichen Bergverwaltung unterstellt sind, ist in neuerer Zeit das Bedürfnis zweckmässiger Wohnungen für Bergarbeiter in wachsendem Grade hervorgetreten und verlangt eine den Ansprüchen der Gegenwart entsprechende Befriedigung. … Eine wesentliche Ursache der hervorgetretenen Uebelstände beruht in der zu grossen Mannigfaltigkeit, in welchem die Pläne zur Ausführung gebracht worden sind und wobei die Erfahrung nicht in hinreichendem Maasse nutzbar gemacht werden konnte.“

Diese Entwürfe hatten größere Wirkung auf die aktuelle Diskussion. 1874 referierte Hermann Friedberg unter dem Titel „Die öffentliche Gesundheitspflege auf der Wiener Weltausstellung“ u. a. auch zu den Bergarbeiterwohnungsentwürfen von August Kind und wertete sie als vorbildlich im Vergleich zu den „ausgestellten österreichischen, schweizerischen, niederländischen, belgischen, englischen“ Entwürfen. Vermutlich hatte August Kind seine Entwürfe selbst in Wien vorgestellt.
Um diese Zeit hatte August Kind den Chef der Reichspostverwaltung Heinrich Stephan bei der Beratung von Bauprojekten kennengelernt und dieser warb ihn 1875 im Zuge der Neustrukturierung seines Amtes vom Ministerium ab. Während also der Oberberg- und Baurat Julius Gebauer zum Chef der Bergverwaltung innerhalb des Arbeitsministeriums ernannt wurde, übernahm August Kind die Bauverwaltung des Generalpostamtes unter Heinrich Stephan.

### Chef der Bauverwaltung beim Reichspostamt

#### Aufbau der Bauverwaltung in der Reichspost
Zum 1. Januar 1875 war im Generalpostamt eine selbständige Postbauverwaltung geschaffen worden. Schon 1873 gab es Überlegungen von Generalpostmeister Stephan, eine Bauverwaltung, nicht nur für die Post, sondern für das gesamte Reich zu schaffen. Wegen der Widerstände musste man sich auf den Postbereich beschränken. So ließ Stephan nach dem Neubau des Gebäudes der Reichspost 1873 an der Leipziger Straße durch Carl Schwatlo systematisch „überall für die Post Dienstgebäude“ erbauen, die „nicht nur innen gesunde, helle, ausreichende Räume für die verschiedenen Dienstzweige und auch für das verkehrende Publikum enthalten, sondern auch nach außen sich stattlich, als Vertreter des Reichsgedankens darstellen sollten. Dabei sollten sie in gutem, echtem Material und möglichst in Anlehnung an den besten örtlichen Baustil, immer aber so ausgeführt werden, daß sie für die Bauhandwerker des Ortes als Anleitung und Vorbild für die Ausübung ihres Gewerbes dienen und andere Bauunternehmer zur Nacheiferung anreizen konnten“.
Der Generalpostmeister berief August Kind als seinen Vertreter für den Postbau in die Reichspostbehörde und wies ihm zum 1. April 1875 die Stelle „eines bautechnischen Mitglieds beim General-Postamt“ zu. Damit leitete Kind das „Technische Bau-Büreau“ der Reichspost.

#### Bauausführung und Bauaufsicht
Das Postbauwesen

Den Etat für den Postbau, den er in den ersten Jahren des neuen Kaiserreichs zu verwalten hatte, ergibt sich aus einer Statistik, die 1876 im Amtsblatt erschien. Für Erwerb von Grundstücken und den Neubau sowie Umbau und Sanierung wurden in den vier Jahren folgende Summen aufgewendet:
- 1872: 1.878.132 Mark
- 1873: 3.092.838 Mark
- 1874: 2.794.986 Mark
- 1875: 3.236.636 Mark

Das ergab eine Steigerung innerhalb der vier Jahre auf 172 %. In den Jahren 1870 bis 1872 wurden 3,5 Mio. Mark aufgewendet und in den drei Folgejahren 1873 bis 1875 schon über 9 Mio. Mark, mithin eine Steigerung fast auf das Dreifache. Hinzu kommen noch Kosten für mietweise genutzte Posträume von etwa 1,6 bis 1,8 Mio. Mark jährlich. So „sind zur Einrichtung einer besonderen, ausschließlich zur Wahrnehmung des Post- und Telegraphen-Bauwesens dienende Bauverwaltung im Etat für 1875 nicht unbeträchtliche Geldmittel zum Ansatz gekommen.“
Fachaufsicht für regionale Postbauräte

Überhaupt war eine der ersten Reformschritte in der neuen Postbauverwaltung die Neuorganisation des Systems der Postbauräte in den regionalen Oberpostdirektionen. Die dortigen Postbauräte waren für den regionalen Vollzug der Baumaßnahmen zuständig und unterlagen der Fachaufsicht des Postministeriums. Diese Regelungen wurden in der neuen Dienstanweisung für Postbauräte 1875 niedergelegt, an der August Kind großen Anteil hatte.
Im Oktober 1878 verfügte der Generalpostmeister Stephan an die Postbauräte in den Oberpostdirektionen, dass außer den „vorgeschriebenen Gebäudezeichnungen“ alle „von den in unserer Zeit errichteten oder noch zu errichtenden größeren Post- und Telegraphengebäuden noch besondere Planzeichnungen in einer für das Postmuseum geeigneten Bearbeitung aufgestellt und zu einer Sammlung vereinigt werden“ sollen. Durch diese Anweisung sind von fast allen Postbauten der Gründerzeit farbige Zeichnungen überliefert, deren Abforderung und Sammlung in der Hand des Baubüros von August Kind lag.
Zu den steigenden Anforderungen besonders in der Entwicklung der Telegrafie- und Fernsprech-Technik passt auch, dass er wie auch seine Kollegen Ministerialdirektoren Wilhelm Budde (1826–1883), Johann Wilhelm Hake, Guido Kasubski (1829–1908) und Postbaurat Walter Kessler (1857–1889) seit dem Gründungsjahr 1880 Mitglied des Elektrotechnischen Vereins war, dessen Ehrenvorsitzender sein Chef Heinrich von Stephan und dessen Syndikus auch der Post-Justitiar Paul David Fischer waren.

#### Akademie des Bauwesens
Im Ergebnis der Debatten um die Reform der Organisation des Staatsbauwesens wurde 1880 die Preußische Akademie des Bauwesens in Berlin gegründet. Bereits im März 1880 wurde die Planung in der Tagespresse veröffentlicht, die bisherige Technische Baudeputation, „diese höchste wissenschaftliche Instanz der Bautechnik in eine aus Koryphäen des Fachs zu bildende Akademie mit zwei Senaten umzuwandeln. Dieselbe würde ihren Präsidenten aus ihrer Mitte wählen und dem Minister behufs der Bestätigung durch Se. Majestät den Kaiser in Vorschlag bringen“.
Die Mitgliedschaft in den beiden Abteilungen – eine für Hochbau sowie eine für Ingenieur- und Maschinenbau – wurde alle drei Jahre bei einem durch Los bestimmten Drittel neu ergänzt. Als Mitglieder können alle im Deutschen Reich beschäftigten Bau- und Maschinentechniker, „welche sich durch hervorragende wissenschaftliche oder praktische Leistungen auszeichnen“ gewählt werden. Zur ersten Mitgliedschaft gehörten unter der Präsidentschaft von Ministerial- und Oberbaudirektor Friedrich Ludwig Schneider und seinem Stellvertreter, Oberbaudirektor Heinrich Herrmann, in der Abteilung für Hochbau neben August Kind die Bauräte Hermann Ende, Ludwig Giersberg, Friedrich Adler, Paul Spieker, Reinhold Persius, Gustav Assmann, Julius Raschdorff, Johann Jacobsthal, Adolf Heyden, Johannes Otzen, Hermann Blankenstein und Heino Schmieden. Das war die Spitze der preußisch-deutschen Architektenwelt, mit denen August Kind teilweise sehr eng zusammenarbeiten sollte.
Während in den Folgejahren etliche Mitstreiter durch die Substitutionsregel ausschieden bzw. erneut berufen worden waren, blieb August Kind bis zu seinem Dienstende 1890 ordentliches Mitglied.
Der Preußischen Akademie des Bauwesens wurde beispielsweise der allgemeine Entwurf des Reichspostamts Hamburg – bestehend aus vier Grundrissen, Fassade an der Ringstraße und Erläuterungen – zur Begutachtung eingereicht. Am 19. Juli 1882 äußerte sich die Akademie zustimmend zum Entwurf, da dieser „der Bedeutung des Gebäudes und ihrer bevorzugten Lage entsprechend eine monumentale“ ist. Die Gutachter meinten, dass der Plan „in seiner klaren und übersichtlichen Anordnung und in seinem ebenso würdigen, als ansprechenden Aufbau für die weitere Bearbeitung des Projekts als eine sehr zweckentsprechende Unterlage dienen“ könne. An diesem Entwurf für das Postgebäude in Hamburg war August Kind selbst sehr wesentlich beteiligt, so dass die Superrevision nicht durch ihn vorgenommen wurde.

#### Patent für einen Wasserstrahl-Ventilator 1880
Möglicherweise hatte August Kind schon bei seiner Tätigkeit in der Bergbauverwaltung die Idee geboren, einen tragbaren Ventilator auf hydraulischer Basis zu entwickeln. Mit einem solchen Ventilator sollte die Raumluft aufgefrischt, gereinigt und gekühlt werden, indem verbrauchte Luft durch einen Wasserschleier geführt wird. Unter der Nr. 13.492 wurde für August Kind am 20. Juli 1880 ein „transportabler Wasserstrahl-Ventilator für Wohnräume“ im Deutschen Reichspatentamt patentiert und veröffentlicht.

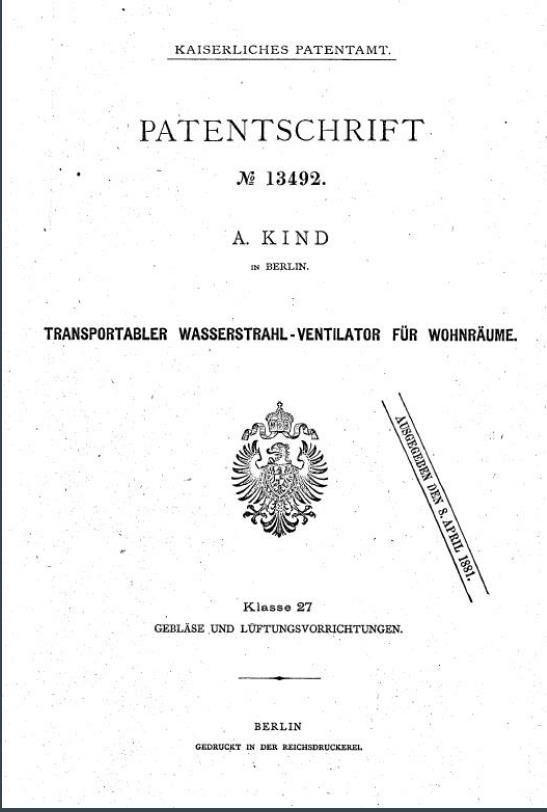
Kind Wasserstrahlventilator 1880

Kurz darauf wurde über diese Entwicklung in der führenden Fachzeitschrift "Dinglers Polytechnischem Journal", unter der Überschrift „Transportabler Wasserstrahl-Ventilator für Wohnräume“ berichtet.
Der transportable Ventilator wurde dann umgehend vermarktet. Die Firma von Heinrich Mestern, Technisches Institut für Ventilation, brachte den Apparat unter dem Namen „Aeolus“ auf den Markt. Dazu hatte diese das Vertriebsrecht erworben und mit einigen eigenen Verbesserungen unter der Nr. 19.637 am 25. Januar 1882 beim Kaiserlichen Patentamt patentieren und für den weltweiten Einsatz schützen lassen.
In der amerikanischen Fachpresse heißt es u. a.: „August Kind, Berlin, Germany. This hydraulic ventilator or the air-propelling apparatus is worked by means of water under pressure; and its object is to refresh, purify, moisten, and ft. to cool (or heat) the air of dwelling rooms.“. Damit kann diese Erfindung von August Kind wohl zu Recht als ein Schritt auf dem Wege zur modernen Klimaanlage des Amerikaners Willis Haviland angesehen werden. Auch im Vereinigten Königreich sowie in Kanada und in Australien finden sich Belege für die Patentierung und Nutzung des Ventilators von Kind und Mestern.
August Kind versuchte sich auch an einer stationären Anwendungsmöglichkeit im Apparatesaal des Reichstelegraphenamtes anstelle des bisherigen Aspirationssystems. Damit hatte August Kind ein Produkt entwickelt, das auch der Linie seines Chefs Heinrich Stephan, nämlich nicht nur neue Stätten für den gewachsenen Verkehr zu schaffen, sondern auch die Arbeitsverhältnisse für die Mitarbeiter angenehmer und gesünder zu machen, voll entsprach. Allerdings machte der Langzeittest dann doch Probleme offenbar, die weitere Anpassungen nötig machten.
In vielen Veröffentlichungen wird nachfolgend auf den Ventilator Bezug genommen. So heißt es in der Zeitschrift für klinische Medizin: „Wir können daher den neuen Wasserstrahl-Ventilator, der Erfindung des Geh. Ober-Regierungsrath Kind, einer in technischen Kreisen bekannten Capacität ein sehr günstiges Prognosticon stellen, da der transportable Apparat (Aeolus genannt) unmittelbar mittelst Druckwasser zu betreiben ist und als ein Luft-Pulsionsapparat den gewünschten Zweck erfüllt, die Binnenluft in Gebäuden zu erfrischen.“

#### Bauästhetik und Baustil der Reichspostbauten
Auch hinsichtlich der baukünstlerischen Seite bei Postbauten gab es v. a. Auseinandersetzungen im Reichstag. Insbesondere der Zentrumspolitiker August Reichensperger stritt in den Haushaltsdebatten über den das Deutsche Reich am besten repräsentierenden Architekturstil im allgemeinen öffentlichen Bauwesen und beim Postbau im Besonderen. Reichensperger, der als Rheinländer alles Preußische verabscheute, war als Förderer des Weiterbaus am Kölner Dom ein glühender Verfechter des gotischen (genauer des neogotischen) Baustils. Zugleich kritisierte er heftig das nach seiner Meinung Überhandnehmen der Neorenaissance im deutschen Historismus und geriet mehrfach mit Heinrich Stephan aneinander.
August Kind setzte im Wesentlichen die baustilistischen Auffassungen seines Chefs um, die er grundsätzlich teilte. Dessen Credo, die Postbauten dem mehrheitlichen Stil der Umgebung in den Städten anzupassen, damit nicht ein stilistischer Staatsbau die künstlerische Pluralität nivelliert, wie es in Frankreich der Fall war, „wo überall in den Justizpalästen und Präfekturgebäuden uns dieselben korinthischen oder dorischen Portiken langweilend entgegenglotzen und wo … ein trockener und todter Schematismus besteht“, auch in Deutschland raumgreift. Zudem wies Stephan auch die pauschalen Kritiken an den preussischen Baubeamten zurück. Auf die Bemerkung von Reichensperger, dass der Chef der Postverwaltung „sich so viele Räthe halten“ müsse, damit „jeder derselben einen Stil vollkommen bemeistert“, denn er könne unmöglich „verlangen, daß einer seiner Räthe alle Stile, geschweige denn zugleich mit dem schwierigsten, dem gothischen Stile, vollkommen beherrscht“, reagierte Stephan gelassen: „An die einzelnen technischen Räthe und sonstigen verdienstvollen Männern, mit welchen ich die Ehre habe auf diesem Gebiete zusammen zu arbeiten, bin ich nicht gebunden, und wenn es darauf ankommt, in einer besonderen Stilart zu bauen, so hat die Verwaltung noch niemals gezögert, solche Bauten an hervorragende Privatarchitekten zu übertragen“, wobei er dann den Bau in Hildesheim als Beispiel bringt, den Conrad Hase, einer „der bedeutendsten Autoritäten auf dem Gebiete der Ziegelgotik im Profanbau“ nach Grundrissplänen von August Kind errichtet hatte.
Aus der Sicht des Baubüros in der Reichspost wurden vier Grundsatzanforderungen beim Postbau befolgt, die dann entsprechend den örtlichen Bedingungen in baustilistische Formen gegossen wurden:
1. „Anforderungen des Publikums“, also der Postnutzer,
2. „Rücksichtnahme auf die Gesundheit der Beamten“,
3. „Sicherstellung des unter den gegenwärtigen Verhältnissen gefährdeten Betriebs“ und
4. Nutzung möglichst nur einheimischer Baumaterialien.

#### Reichspost Mitte der 80er Jahre

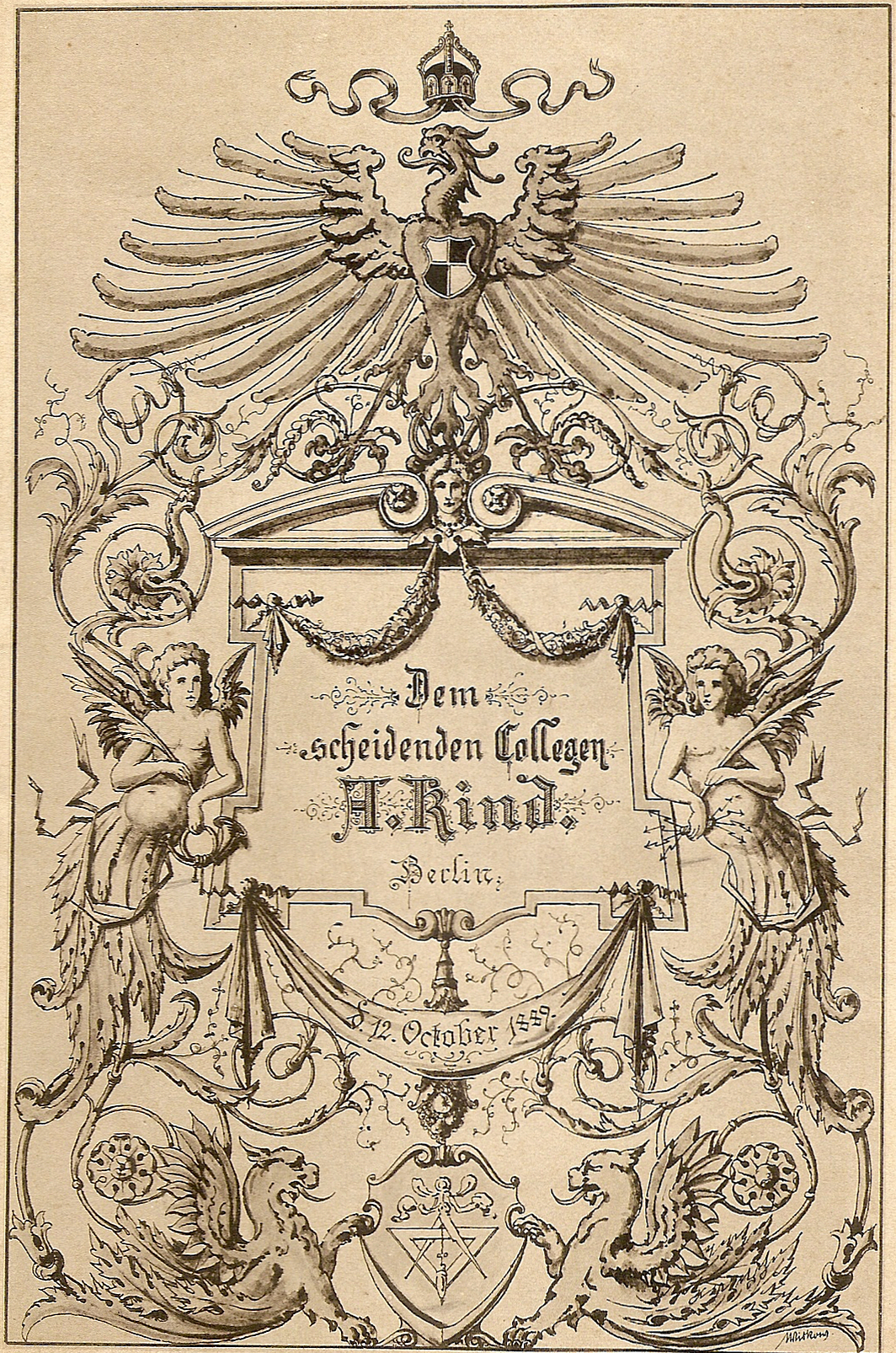

Umstrukturierungen im Amt

Zum Beginn des Jahres 1886 wurde im technischen Baubüro des Reichspostamtes eine Umstrukturierung vorgenommen. August Kind musste von operativen Arbeiten, u. a. der Leitung („Curatorium“) des „Technischen Baubüreaus“ im Reichspostamt entlastet werden, damit er sich der Aufsicht und Planung der Bauvorhaben im Reich konzentrierter widmen konnte. Allein der Reiseaufwand war für August Kind erheblich, so war er beispielsweise 1882 und 1883 nach der Dienstreiseabrechnung insgesamt 137 Tage unterwegs.

### Verabschiedung
Zum 31. August 1889 wurde August Kind als Kaiserlicher Wirklicher Geheimer Oberregierungsrat und Rat erster Kategorie in den Ruhestand verabschiedet.
Über die folgende zünftige Abschiedsfeier hatte ein Kollege in der Bauzeitung berichtet:

„Am vorigen Sonnabend, d. 5. d. M. schaarten sich die Beamten des technischen Bau-Büreaus des Reichspostamts, sowie die bauleitenden Architekten der hiesigen Oberpostdirektion noch einmal um ihren scheidenden Chef, den Wirklichen Geheimen Oberregierungsrath A. Kind. In den bekannten Räumen bei Haussmann wollten sie bei fröhlichem Mahle ihrem Altmeister das Abschiedswort an sie leichter machen: sie wollten ihm ihren Dank und ihre Hochachtung auch ausserdienstlich aussprechen.“

#### Das Reichspostamt nach August Kind
Mit dem Abschied von August Kind kam es zur erneuten strukturellen und personellen Anpassung im Reichspostamt, da auch Oberpostrat Gustav Sachse (1834–1903) (Abteilungsdirektor) und Ernst Hake (an OPD Trier) eine neue Aufgabe erhielten. Postbaurat Julius Skalweit als bisheriger Vertreter folgte nunmehr August Kind auf die Stelle des Leiters des Technischen Büros. „Dem allgemeinen Fachinteresse würde mit dieser Wahl um so mehr gedient sein, als damit Gewähr gegeben wäre, das deutsche Postbauwesen auch fernerhin nach den gesunden Grundsätzen geleitet zu sehen, durch welche sich die bisherige Verwaltung so vortheilhaft vor anderen Baubehörden ausgezeichnet hat.“.

#### Familiäre Verhältnisse
Seit 1870 wird August Kind im Berliner Adressbuch als im Haus Friedrichstraße 37a zur Miete wohnhaft genannt. Im Jahre 1872 erlebte das sich nunmehr schon in reiferem Alter stehende Ehepaar die Geburt eines Zwillingspaares. Die Mädchen wurden in der Jerusalemkirche in Berlin auf die Namen Elisabeth und Maria getauft. Allerdings waren sie offensichtlich sehr schwächlich, denn sie überlebten beide nur wenige Wochen. Zeit ihres weiteren Lebens gehörte die Familie Kind zur evangelischen Jerusalemgemeinde in Kreuzberg. Die Töchter Emmy und Lina sowie die Söhne Alexander und Hugo besuchten zu dieser Zeit die Schule und erhielten ihre Konfirmation ebenfalls in der Jerusalemkirche.
Die älteste Tochter Emilie Kind heiratete 1880 in Schöneberg den Wasserbauingenieur Paul George Friedrich Gerhardt, Geheimer Oberbaurat und vortragender Rat im preußischen Ministerium der öffentlichen Arbeiten. Dieser entstammte einer großen Baumeisterfamilie und wurde 1847 in Strausberg bei Berlin geboren. Nach der Ausbildung leitete er zunächst den Ausbau des Kaiserhafens in Ruhrort, bevor er von 1886 bis 1893 in Königsberg als Wasserbaubeamter tätig war. Danach wurde er nach Brandenburg berufen, um hier die anstehenden Meliorationsmaßnahmen zu organisieren. Von dort wechselte er 1901 ins Ministerium. Nach seinem Tod 1923 lebte die Witwe mit zwei verbliebenen Söhnen in Berlin-Schöneberg, wo sie 1942 starb.
Die Tochter Caroline Kind heiratete 1883 ebenfalls in Schöneberg den Gutspächter Hugo Seemann aus dem mecklenburgischen Breesen. Der 1856 zu Spendin geborene Gutspächter widmete sich neben der praktischen Landwirtschaft auf seinem Gut zu Breesen vor allem der Entwicklung der ländlichen Wohlfahrts- und Heimatpflege, wofür er einen mecklenburgischen Landesverein mitbegründete. Die Familie hatte fünf Söhne und zwei Töchter. Die Mutter starb 1933 ein Jahr nach ihrem Mann in Rostock.
Der Sohn Alexander Kind heiratete 1890 in Charlottenburg mit Emilie von Borkowsky eine Nichte seiner Mutter. Der Schwiegervater Theodor von Borkowsky leitete eines der Entwicklungsbüros von Krupp in Essen. Alexander Kind übernahm zunächst als Verwalter das von August Kind 1889 zu Klein Varchow in Mecklenburg gekaufte Allodialgut. Offensichtlich nicht sehr erfolgreich betrieb er ab 1902 in Ostorf bei Schwerin zusammen mit Gustav Ihlefeld eine Fabrik zur Obstverwertung unter dem Namen Ihlefeld & Kind. Um 1914 übertrug ihm sein Schwager Hugo Seemann die Geschäftsführung der von diesem gegründeten Mecklenburgischen Bau- und Besiedlungsgesellschaft mbH mit Sitz in Rostock. Erfolglos bedingt durch den Ersten Weltkrieg lebte die Familie dann wieder in Schwerin, wo er um 1926 starb. Die Familie hatte drei Söhne und drei Töchter.
Der zweite Sohn Hugo Kind widmete sich der kaufmännischen Richtung. In den späten 1880er Jahren unternahm er Reisen in die USA und nach Argentinien. 1887 heiratete er als US-Bürger in Chicago Clara Pohl aus Schlesien. Anscheinend betrieben sie dort einen Blumenhandel. In den späten 1890er Jahren kehrte er nach Berlin zurück, wo er als Kaufmann tätig war.

### Ruhestand

#### Umzug nach Braunschweig
August Kind zog 1890 als Ruheständler nach Braunschweig und wohnte zunächst in der Adolphstraße 11 vor dem Steintor mit der Ehefrau und der Schwiegermutter Emilie von Borkowsky.

#### Die letzten Jahre in Berlin
1897 übersiedelt August Kind mit seiner Ehefrau wieder zurück nach Berlin. Er bezog eine Wohnung im ersten Stock der Eisenacher Straße 7. Das Wohnhaus lag offenbar direkt an der Kreuzung zur Motzstraße, in der die Familie Kind zuvor gewohnt hatte und in der jetzt der Sohn Hugo im Haus Nr. 75 wohnte. Die Eisenacher Straße war zu dieser Zeit wie das gesamte Viertel noch im Aufbau befindlich.

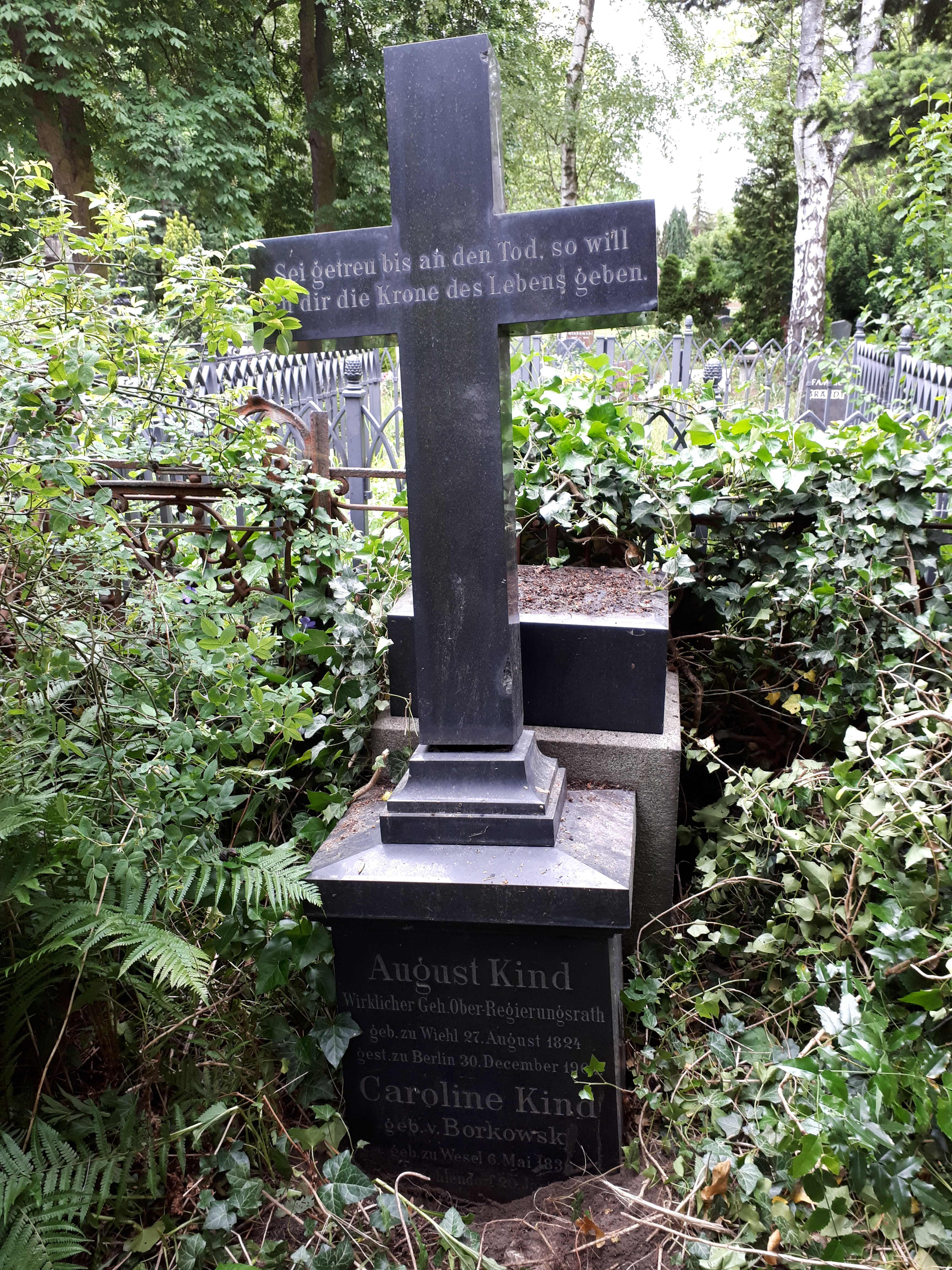
Grab des Ehepaars Kind 1904 und 1915

#### Tod und Beerdigung
Im Jahre 1903 traf ihn ein „ernster Schlaganfall, von dem er sich nicht mehr vollständig erholte. Er feierte das Weihnachtsfest 1904 noch bei ziemlich guter geistiger Frische; aber seine Hoffnung, die 1906 bevorstehende goldene Hochzeit zu erleben, sollte sich nicht erfüllen. Ein Grippeanfall raffte ihn in wenigen Tagen dahin.“ So beschrieb sein Schwiegersohn die letzten Wochen von August Kind. Er starb am 30. Dezember „nachmittags um drei ein viertel Uhr“ und beendete ein langes und erfolgreiches Leben. Am 2. Januar 1905 fand die Beisetzung unter Anteilnahme von Kollegen und der Familie auf dem Friedhof der Jerusalemgemeinde in Berlin statt.
Seine Witwe, Caroline Friederike Henriette Kind, geb. v. Borkowsky, sollte ihn noch zehn Jahre überleben. Nach dem Tod des Gatten zog die Witwe in eine kleinere Wohnung in der Pariser Straße 13 im ersten Stock in Wilmersdorf. Kurze Zeit später zog sie erneut um, nun in die Stubenrauchstraße 63 im ersten Stockwerk im Stadtteil Friedenau. Schließlich wohnte sie seit 1911 in Zehlendorf, in der Spandauer Straße 17 Erdgeschoss. Die Witwe starb am 20. Juni 1915 und wurde neben ihrem Mann auf dem Jerusalemer Friedhof in Berlin-Kreuzberg beerdigt.
Doch nicht nur in Deutschland fand das Wirken von August Kind seine wohlwollende Widerspiegelung. So schrieb das niederländische „Bouwkundig weekblad“ 1905: „Van zijne hand zijn de talrijke nieuwe en verbouwde Rijkspost- en telegraafkantoren, tot hij in October 1889 eene welverdiende rust nam. Zelf bemoeide hij zich voornamelijk met de inrichting en de plattegronden …“. Also auch der niederländische Architektenverband gedachte seiner dankbar.
Betrachtet man zusammenfassend das Werk von August Kind, so kann man mit Recht sagen, dass er für die Monumentalbauten der Reichspost in der Ära des Heinrich von Stephan die entscheidende Umsetzungsinstanz gewesen war.
Etliche Gebäude hatte er persönlich von der funktionalen bis zur architektonischen Planung selbst verantwortet. Bei vielen gab er mit der Grundrissplanung die funktionale Weichenstellung und leitete die architektonische bzw. bauseitige Umsetzung mit wachem Blick an. Seine persönliche Außenwirkung war sicher begrenzt, denn diese wurde fast ausschließlich durch Heinrich von Stephan selbst abgedeckt. Dennoch hatte August Kind in Fachkreisen seiner Zeit einen anerkannten Ruf. Trotz immer wiederholter Vorwürfe erscheint das Werk von August Kind architektonisch nicht eingleisig gewesen zu sein, wenn auch die Stilform der Neorenaissance auf den Hauptteil seiner Bauten angewendet worden ist. Denn daneben finden sich eben auch Beispiele für romanische (Aachen), barocke (Trier) und gotische (Köln und Münster) Stilformen. Letztlich hatten immer auch die funktionalen Vorgaben, die aus dem Postbetrieb (Paket-, Brief-, Zeitungs- und Geldverkehr sowie Telegrafie und Fernsprechwesen) und auch aus den vorgefundenen Grundstücksformen resultierten, eine die freie Entfaltung der Architektur beschränkende Wirkung. Insofern hatte August Kind häufig Mustergrundrisse nach funktionalen Gesichtspunkten zur Grundlage gemacht, die von vertraglich gebundenen Architekten ästhetisch umgesetzt werden sollten (z. B. Raschdorff, Hase, Doflein etc.).
Ein wichtiger Gesichtspunkt war neben der postalischen Funktionalität auch die architektonische Verkörperung des Reichsbewusstseins, dem sich die Post als größter Reichsinstanz der frühen Reichsjahre am stärksten verpflichtet fühlte. Nicht nur die Beamten im Postverkehr, sondern eben auch diejenigen im Postbauwesen sahen sich dem in Stein zu hauenden Reich verpflichtet. Neben diesem das Reich verherrlichendem Monumentalismus spielte aber im Postbau auch schon früh der Gedanke der Schaffung von Diensträumen eine Rolle, die dem Mitarbeiter eine gute und gesunde Arbeitsatmosphäre und dem Kunden eine angenehme und effiziente Dienstleistung ermöglichte.

## Bauten (Postgebäude)
Nach der Liste der von August Kind betreuten Postbauten. Bei etwa 350 Postgebäuden hatte er direkt oder indirekt in 15 Dienstjahren mitgewirkt. Nachfolgend werden wichtige und eng mit der Tätigkeit von August Kind verknüpfte Bauten aufgeführt:
Bremen
- 1875–1878 Bremen, Domsheide 15: Post- und Telegraphengebäude[93], Oberpostdirektion; erhalten
- Entwurf: Reichspostamt Berlin, Carl Schwatlo (1. Entwurf) und August Kind (Überplanung[94])
- Bauleitung: Regierungsbaumeister Ernst Hake
- Baukosten: 1,89 Mio. Mark
- Richtfest: 22. Oktober 1876
- Einweihung: 1. Oktober 1878 (Teilnahme: Heinrich Stephan mit seinem Justitiar P.D. Fischer und verm. A. Kind und E. Hake)
- Baustil: „dessen Architektur in den Stilformen deutscher Renaissance sich bewegt“[95]. Hervorzuheben ist, dass in das Postgebäude das bauhistorisch wertvolle Renaissanceportal des vorherigen „Eschenhofes“ integriert wurde[96], nachdem es vorher gründlich restauriert worden war. Zudem wurde das Postgebäude durch diversen figürlichen Schmuck auf den Risaliten verziert. Außerdem wurde der Hofbereich fast vollständig mit einem Glasdach abgedeckt.

Berlin, Geldhalle beim Hofpostamt
- 1876–1884 Berlin, Königstraße 60 und Spandauer Straße 19–22 (ehemaliges Generalpostamt), Oberpostdirektion, zerstört
- Entwurf: Carl Schwatlo (Erste Ausarbeitung von 1866, nicht umgesetzt[97]), August Kind (teilw. Grundriss)[98]
- Bauleitung: Postrat Wilhelm Tuckermann[99]
- Baukosten: 367.330 Mark[100]
- Baustil: Straßenfassaden im Stil der italienischen Renaissance

Stolp in Pommern
- 1876–1879 Stolp/Pommern: Post- und Telegraphengebäude, gegenüber St. Marien-Kirche Ecke Butterstraße und Predigerstraße; erhalten
- Entwurf: Reichspostamt Berlin, August Kind
- Bauleitung: Postbaurat Wolff aus Stettin und Architekt Fleßburg
- Einweihung 20. November 1879[101] unter Teilnahme von Generalpostmeister H. Stephan und A. Kind (Rede)
- Baustil: Beim Bau wurde wegen der Nachbarschaft zur evangelischen Marienkirche „die Fassadengestaltung nach Anweisung des General-Postmeisters in der Art der mittelalterlichen gothischen Backsteinbauwerke mit Giebelentwicklung und Fialenbildung in den Risaliten ausgeführt“[102]. 1878 war auch aus dem Grunde für August Kind ein wichtiges Jahr, weil er mit dem Bau des Postamtes im pommerschen Stolp ein Postgebäude im Geburtsort seines Chefs Heinrich Stephan zu planen hatte und das 1879 in seinem Beisein eröffnet wurde.

Nordhausen im Harz
- 1876–1878 Nordhausen/Harz, Königshof/Ecke Dr.-Külz-Straße (früher: Königshof/Ecke Ritterstraße): Post- und Telegraphengebäude[103][5]; erhalten
- Entwurf: Reichspostamt Berlin, August Kind (Grundriss) und Architekt Leitlof, Berlin
- Überarbeitung, Bauausführung und Bauleitung: Baumeister Kämmerer
- Baustil: Architektur: Die Fronten sind „im Style des modernen Rohziegelbaues unter Anwendung von gebrannten Thonverzierungen“ ausgeführt[104].
- Einweihung: 30. Dezember 1878
- 1995–1997 Restaurierung

Meiningen
- 1877–1879 Meiningen, Wettiner Straße/Ecke Eleonorenstraße: Post- und Telegraphengebäude[105]; erhalten
- Entwurf: Reichspostamt Berlin, August Kind (Grundriss)
- Oberbauleitung: Postbaurat Richard Kux (1848–1923)
- Einweihung: 15. Dezember 1879
- Baustil: „als Backsteinrohbau im französischen Renaissancestil“

Neuss
- 1877–1879 Neuss, Ecke von Neustraße und Promenadenstraße, Post- und Telegraphengebäude; „das letzte erhaltene preußische Postamt des Rheinlandes“[106]
- Entwurf: Reichspostamt Berlin, August Kind (Grundriss)
- Besuch: 21. Juni 1879 durch Heinrich Stephan,
- Baustil: Es ist mit Sandstein und abgesetzten gelblichen Ziegelsteinen gebaut, italienischer Renaissance nachempfunden[107]
- Einweihung: 8. Oktober 1879 von den jetzigen Spitzen der Postbauverwaltung besichtigt: Nach dem Bericht der „Neusser Zeitung“ waren neben August Kind und dem zuständigen Postbaurat Carl Hindorf aus Köln auch weitere lokale und regionale Honoratioren zu einer quasi Einweihung anwesend.

Emden
- 1876–1879 Emden, Eckbau an der Großen Brückstraße und der Graupferdstraße, Post- und Telegraphengebäude[108]; im Zweiten Weltkrieg, bis auf den nördlichen Teil, zerstört
- 1879 konnte das Post- und Telegrafengebäude in Emden fertiggestellt werden.
- Baustil: „im Style der Renaissance aufgeführte Haus“; Fassade ist mit verschieden farbigen Kunsttonsteinen verblendet[109].
- Bauleitung: Postbaurat Julius Karl Skalweit (1841–1891) aus Hannover
- Baukosten: 480.000 Mark
- Einweihung: 1. April 1879 („unter reger festlicher Betheiligung der Bürgerschaft und Behörden“, A. Kind, A. Sachse)
- Besonderheiten: ruht wegen der Untergrundverhältnisse auf 10 Meter langen Pfeilern im Boden

Leipzig
- 1879–1881 Leipzig, Hospitalstraße (heute Prager Straße 4–10), Post- und Telegraphengebäude; 2009–2011 saniert
- Bauleitung: Postbaurat Carl Zopff (1835–1922)[110][111]
- Zusammenarbeit: mit August Kind[112]
- Baustil: Italienische Renaissance
- Baukosten: 878.492 Mark
- Einweihung: 16. Oktober 1880

Fulda
- 187?–1880 Fulda, am Platz Unterm Heilig Kreuz, Post- und Telegraphengebäude; 1969 abgebrochen
- Entwurf: August Kind (Grundriss)[113]
- Fassadenplanung: Baurat Carl Cuno aus Frankfurt a. M.
- Bauleitung: Architekt Leppin
- Baustil: in „strenger Renaissance“ ausgeführt[114]
- Baukosten: 160.000 Mark
- Einweihung: 1. März 1880

Hildesheim
- 1877–1880 Hildesheim, am Domhof Nr. 30, Post- und Telegraphengebäude[115]; starke Beschädigung 1945, Wiederaufbau in den 1950er, seit 1994 Neubau der Dombibliothek. Der spätgotische Steinerker von 1518 wurde vor dem Abriss der Dompost abgetragen und an den Ostgiebel des Hauses Domhof 29 A versetzt.
- Entwurf: August Kind (Grundriss)[116], Conrad Wilhelm Hase (Bauentwurf)[117]
- Oberbauleitung: Postbaurat Julius Karl Skalweit (1841–1891) aus Hannover
- Ausführung: Architekt Friedrich Wohlbrück (1849–1936)[118]
- Baustil: „in den gothischen Formen der hannoverschen Architektur-Schule mit reicher Giebel-Entwicklung“[119]
- Einweihung: 1. Juli 1880 (Teilnahme: StS Stephan, ORR Kind, PR Wittko)
- Besonderheiten: Einbeziehung eines spätgotischen „Werksteinerkers“, der sich am alten Posthaus befand, in den Giebel zum Domhof hin.

Münster in Westfalen
- 1876–1880 Münster/Westfalen, Domplatz 6–7 (ehemalige Domherrenkurie[120]), Post- und Telegraphengebäude; im Zweiten Weltkrieg zerstört
- Entwurf: August Kind (Grundriss[121]) und Julius Carl Raschdorff (Ausarbeitung)
- Oberbauleitung: Postbaurat Neumann
- Bauleitung: Regierungsbaumeister Jungeblodt und danach Regierungsbauführer Otto[122]
- Baustil: „Im Hinblick auf den baulichen Charakter der Stadt Münster, so wie auf die Lage des Grundstücks gegenüber der berühmten Domkirche, habe ich beschlossen, das Post- und Telegraphengebäude in gothischem Style erbauen zu lassen“ (Stephan)[123]
- Baukosten: 670.000 Mark
- Einweihung: 1. Oktober 1880 (Teilnahme: P.D. Fischer)

Hannover
- 1877–1881, gemeinsam mit Georg Boettger:[124] Hannover, Ernst-August-Platz 2: Post- und Telegraphengebäude[125]; im Zweiten Weltkrieg schwer beschädigt und danach durch Neubau ersetzt
- Entwurf: Reichspostamt Berlin, August Kind (Grundriss) und Postbaurat Julius Karl Skalweit (Ausarbeitung)
- Oberbauleitung: Postbaurat Julius Karl Skalweit
- Bauleitung: Regierungsbaumeister Gustav Böttger u. a.
- Baukosten: 920.000 Mark
- Baustil: „gemäßigte deutsche Renaissance“ mit antiken Anleihen
- Einweihung: 16. März 1881[126][5]

Kassel
- 1878–1881 Kassel, Königsplatz: Post- und Telegraphengebäude[127]; im Zweiten Weltkrieg zerstört, vereinfacht wiederaufgebaut.
- Entwurf: Reichspostamt Berlin, August Kind (Grundriss)
- Fassadenentwurf: Martin Gropius & Heino Schmieden[128]
- Oberbauleitung: Postbaurat Carl Cuno aus Frankfurt a. M.
- Bauleitung: Architekt Hildebrand (Fundament) und Regierungsbaumeister Kux[129]
- Bauausführung: August Berthold Seyfarth, Kassel[129]
- Baustil: „das im Stil eines italienischen Palazzo errichtete Postgebäude am Königsplatz“[130]
- Baukosten: 850.000 Mark
- Einweihung: 22. März 1881

Braunschweig
- 1878–1881 Braunschweig, Friedrich-Wilhelm-Straße, Oberpostdirektion, erhalten[131]
- Entwurf: verschiedene dann aber verworfene Vorentwürfe (Baumeister Böttger, Prof. Rincklake), August Kind (Grundriss)
- Ausführung: Julius Carl Raschdorff, Landbaumeister Fricke,
- Baustil: „Entwurf in mittelalterlich-gothischer Stylweise und zwar im festen Anhalt an die im General-Postamt aufzustellenden Grundrisse bearbeitet werden.“[132]
- Oberbauleitung: Postbaurat Julius Karl Skalweit
- Baukosten: 730.000 Mark
- Einweihung: 29. März 1881

Berlin, Postfuhramt
- 1875–1881, Berlin, Oranienburger / Ecke Tucholskystraße, Postfuhramt, erhalten
- Entwurf: Carl Schwatlo, August Kind (Mitwirkung[133])
- Ausführung: Postbaurat Wilhelm Tuckermann

Ruhrort
- 1879–1881 Ruhrort, Karlsplatz 1, Post- und Telegraphengebäude[134], 2010 geschlossen, 2016 Nutzung als Kindertagesstätte,
- Entwurf: August Kind (Grundriss und Fassade)
- Ausführung: Carl Hindorf aus Köln, Stadt-Baumeister August Jording
- Baustil: deutsche Renaissance
- Baukosten: ca. 150.000 Mark
- Einweihung: 1. März 1881 (Teilnahme: P. D. Fischer und August Kind)[135]

Bochum
- 1879–1881 Bochum, Rathausplatz (vormals: Alleestraße 1), Post- und Telegraphen-gebäude, 1927 abgebrochen
- Entwurf: August Kind (Grundriss)[136]
- Bauleitung: Heinrich Schwenger aus Bochum und Postbaurat Neumann aus Münster (Oberbauleitung)
- Ausführung: Friedrich Wilhelm Maiweg, Langendreer

Rendsburg
- 1878–1881 Rendsburg[137], Jungfernstieg: Post- und Telegraphengebäude. Verwaltung für Landestheater[138]
- Entwurf: Reichspostamt Berlin, August Kind (Grundriss)[139]
- Bauleitung: Regierungsbaumeister Wegener
- Einweihung: 1. Juni 1881[140]

Trier
- 1879–1882 Trier, Fleischstraße 57–60: Post- und Telegraphengebäude[141]; heute Hotelnutzung
- Entwurf: Reichspostamt Berlin, August Kind (Grundriss)
- Oberbauleitung: Postbaurat Carl Cuno aus Frankfurt a. M.
- Bauleitung: Regierungsbaumeister Hausmann
- Baustil: „die Formen der Spät-Renaissance mit leisem Anflug zum Roccoco. Zur Wahl des Baustyls hat die wertvolle Architektur des alten Gebäudes den Anlass gegeben.“[142]
- Baukosten: 500.000 Mark
- Einweihung: 29. April 1882 durch August Kind
- Besonderheiten: „Für die Ausbildung der in Werkstein (an der Hauptfront aus rothem und graugelbem Sandstein) hergestellten Façaden war es bestimmend, dass die Ar-chitekturtheile des alten, zum Abbruch gelangten Posthauses, der sog. >Königsburg<, eines im J. 1759 für einen Kaufmann Vacano errichteten künstlerisch werthvollen, monumentalen Gebäudes, erhalten und bei dem Neubau wieder verwendet worden sind.“[143]

Flensburg
- 1879–1881 Flensburg, Ecke Rathausstraße und Hofende, Post- und Telegrafengebäude[144], heute Hotelnutzung
- Entwurf: Reichspostamt Berlin, August Kind (Grundriss)
- Baustil: deutsche Renaissance
- Oberbauleitung: stellvertr. Postbaurat, Regierungsbaumeister Ernst Hake aus Hamburg
- Bauleitung: Architekt Hildebrandt
- Baukosten: 375.000 Mark
- Einweihung: 1. Oktober 1881 (Teilnahme: August Kind[145])

Koblenz
- 1881–1883 Koblenz, Clemensplatz: Post- und Telegraphengebäude[146]; im Zweiten Weltkrieg schwer beschädigt und danach vereinfachter Wiederaufbau
- Entwurf: Reichspostamt Berlin, August Kind (Grundriss)[147]
- Oberbauleitung: Postbaurat Carl Cuno aus Frankfurt a. M.
- Bauleitung: Regierungsbaumeister Richard Kux
- Baukosten: 450.093 Mark
- Einweihung: 15. November 1883[148]
- Baustil: „als Backsteinrohbau im französischen Renaissancestil“[149]

Mühlhausen in Thüringen
- 1880–1882 Mühlhausen, Obermarkt, Post- und Telegraphengebäude; erhalten, 2014 für 404.000 EUR an priv. Unternehmer verkauft.
- Entwurf: Reichspostamt Berlin, August Kind (Grundriss) ????
- Bauleitung:
- Einweihung: 1882
- Baustil:

Kolberg
- 1880–1883 Kolberg, Kaiserplatz Ecke Wilhelmstraße, Post- und Telegraphengebäude[150]; erhalten
- Entwurf: Reichspostamt Berlin, August Kind (Grundriss)
- Baukosten: 151.800 Mark
- Einweihung: 1884
- Baustil: neogotische Stilformen

Mannheim
- 1880–1882 Mannheim, ??, Post- und Telegraphengebäude[151]; erhalten
- Entwurf: Reichspostamt Berlin, August Kind (Grundriss) ????
- Bauleitung:
- Einweihung: 15. November 1883 (Teilnahme August Kind)
- Baustil:

Leipzig
- 1881–1884 Leipzig, Augustusplatz, Erweiterungsbau Oberpostdirektion;[152][153] Neubau ab 1964
- Entwurf: Reichspostamt Berlin, August Kind (Grundriss)
- Bauleitung: Postbaurat Ludwig Bettcher (1846–1912)
- Einweihung: 1882
- Baukosten: 400.000 Mark
- Baustil: Renaissance

Lübeck
- 1882–1884 Lübeck, Markt, Post- und Telegraphengebäude[154]; 2003 abgerissen und durch einen modernen Kaufhausneubau ersetzt
- Entwurf: Reichspostamt Berlin, Ernst Hake, August Kind (Grundriss) ????
- Bauleitung: Ferdinand Münzenberger, Lübeck[129]
- Baukosten: 340.000 Mark
- Einweihung: 1884
- Baustil: gotischer Stil

Erfurt
- 1882–1886 Erfurt, Anger (früher: Anger 66–68/Ecke Schlösserstraße 47–49): Post- und Telegraphengebäude / Oberpostdirektion[155][5]; erhalten Hauptpostamt
- Entwurf: Reichspostamt Berlin, August Kind (Grundriss) und Julius Carl Raschdorff (Ausarbeitung)
- Baukosten: 722.000 Mark
- Baustil: neogotische Stilformen

Hamburg
- 1883–1887 Hamburg, Dammtorwall 8: Post- und Telegraphengebäude, Oberpostdirektion[156]; erhalten
- Entwurf: Ernst Hake (erster Entwurf), Reichspostamt Berlin unter Anleitung von August Kind (Grundriss und zweiter Entwurf[157]) und Julius Carl Raschdorff (ausführlicher Bauentwurf)
- Oberbauleitung: Ernst Hake
- Bauleitung: Regierungsbauführer Friedrich Ruppel
- Baukosten: 2.083.000 Mark
- Baustil: „Als dem baulichen Charakter der Stadt am meisten entsprechend sind die Stylformen der Renaissance zu benutzen.“[158]
- Einweihung: 5. Februar 1887 (StS Stephan)[159]

Breslau
- 1884–1888 Breslau, Karree von Albrecht-, Katharinen-, Grabenstraße und Mäntlergasse, Post- und Telegraphengebäude[160]; nicht erhalten
- Entwurf: Reichspostamt Berlin, August Kind (Grundriss), Kyllmann & Heiden (Entwurf), Carl Doflein (Fassade)
- Oberbauleitung: Postbaurat Schmedding
- Bauleitung: Postbauinspektor G. Böttger
- Baukosten: 350.000 Mark
- Baustil: Neobarock
- Einweihung: Südhälfte 1885, Nordhälfte 1888

Berlin, Paketpostamt
- 1885–1888 Berlin, Oranienburger Straße 70, Artilleriestraße 17–20 und Ziegelstraße 21–23, Paketpostamt[5][161]; überbaut durch ehemal. Fernsprechamt
- Entwurf: Reichspostamt Berlin, August Kind (Grundriss und Entwurf)
- Bauleitung: Postrat Wilhelm Tuckermann
- Einweihung: 1888
- Baustil: Renaissance

Celle
- 1886–1888 Celle, Schloßplatz 8, Ecke Stechbahn
- Entwurf: „Baubüro“[162] im Reichspostamt unter August Kind
- Bauleitung: Friedrich Prieß
- Einweihung: 26. März 1888
- Baustil: „fiscalischer Renaissancebau“[162]

Quedlinburg
- 1887–1889 Quedlinburg, Ecke von Bahnhof- und Turnstraße, Post- und Telegraphengebäude[163]; erhalten
- Entwurf: Reichspostamt Berlin, August Kind (Grundriss)
- Bauleitung: Reg.Baumeister Voges
- Einweihung: 24. Mai 1889 (Abt.Dir. Fischer, August Kind)
- Baustil: ein dem romanischen Baustil entlehnter Entwurf (Neoromanik)

Konstanz
- 1885–1891 Konstanz, Bahnhofsplatz, Oberpostdirektion[164]; erhalten, heute Sparkasse Bodensee
- Entwurf: Reichspostamt Berlin, August Kind (Grundriss und Entwurf),
- Oberbauleitung: Postbaurat Ludwig Arnold (1826–1905)
- Bauleitung: Karl Buddeberg (1856–1934)
- Einweihung: 24. April 1891 (Min.Dir. Sachse, August Kind)
- Baukosten: 512.000 Mark
- Baustil: spät-italienischen Renaissance

Köln
- 1888–1893 Köln, An den Dominikanern: Post- und Telegraphengebäude und Oberpostdirektion[165]; teilweise erhalten; 1997/98 abgerissen
- Entwurf: Reichspostamt Berlin, August Kind / 1884 Entwurf von Carl Hindorf
- Fassaden-Entwurf: Reichspostamt Berlin, 1888 Karl Doflein
- Bauleitung: Postbaurat Hintze und die Regierungsmeister Preinitzer, Grimsehl, Wolff, Buddeberg und Trimborn
- Einweihung: 15. November 1893
- im Zweiten Weltkrieg schwer beschädigt und vereinfacht wiederaufgebaut, Ende der 90er Jahre Überbauung

Frankfurt am Main
- 1887–1889 (1890–1895) Frankfurt am Main, An der Zeil: Oberpostdirektion[166]; im Zweiten Weltkrieg zerstört
- Entwurf: erster Entwurf Postbaurat Carl Cuno (Bauentwurf), August Kind (Grundriss), Architekten Schmieden & Speer (ausführlicher Entwurf); dieser Entwurf wurde verworfen und durch neuen Entwurf (Julius Skalweit und Heinrich Techow) ersetzt und durch Postbaurat Prinzhausen bis 1895 umgesetzt.
- Baustil: italienische Renaissance mit Anklängen des Früh-Barocks
- Baukosten: 2.089.000 Mark

Aachen
- 1889–1893 Oberpostdirektion Aachen (heute: Kapuziner Karree): Post- und Telegraphengebäude / Oberpostdirektion[167]; im Zweiten Weltkrieg fast vollständig zerstört
- Entwurf: Reichspostamt Berlin, August Kind (Grundriss), Carl Doflein (Entwurf), Carl Hindorf (Ausarbeitung[168]), E. Neumann (Überarbeitung Bauentwurf)
- Oberbauleitung: August Kind[169]
- Ausführung: Carl Hindorf[170]
- Baukosten: 895.000 Mark
- Baustil: „im romanischen Stil“[171]

## Auszeichnungen
- 1868 Roter Adlerorden 4. Klasse
- 1877 Roter Adlerorden 3. Klasse mit Schleife
- 1880 Komturkreuz 1. Klasse mit Stern des Herzoglich Sächsischen Ernestinischen Hausordens
- 1883 Roter Adlerorden 2. Klasse mit Eichenlaub
- 1889 Komturkreuz 1. Klasse mit Stern des Großherzoglich Sächsischen Weimar-Eisenachschen Hausordens vom Weißen Falken

## Schriften
- 1868 Kreisgerichts-Etablissement in Essen, in: Zeitschrift für Bauwesen XVIII (1868), Heft VIII – X, Sp. 349–352 und Tafeln im Atlasband, S. 47–51.
- 1872 Erläuterungen der Entwürfe zu Wohnungen für Bergarbeiter, in: Zeitschrift für das Berg-, Hütten- und Salinenwesen in dem preußischen Staate, Band 21, Berlin 1872, S. 22–26.
- 1901 Deutsche Rosen, Deutsche Dornen. Vaterländische Licht- und Schattenbilder in 72 Sonetten. Deutscher Nation als Angebinde zum neuen Jahrhundert gewidmet von August Kind von der Wiehl. (Als Manuskript gedruckt) Berlin 1901. Druck von [der Gewerbebuchhandlung] Reinhold Kühn. Leipziger Straße 73/74.